# Diego Lainez
Diego Lainez Leyva, född 9 juni 2000, är en mexikansk fotbollsspelare som spelar för Tigres UANL.
Han blev olympisk bronsmedaljör i fotboll vid sommarspelen 2020 i Tokyo.

## Karriär
Den 29 juli 2022 lånades Lainez ut av Betis till Braga på ett säsongslån. Den 30 januari 2023 lånades han istället ut till Tigres UANL på ett ettårigt låneavtal. Den 26 juli 2023 utnyttjade Tigres UANL en köpoption i låneavtalet och värvade Lainez på ett kontrakt fram till 2027.